# De Hamer (Harlingen)
Het voormalige pakhuis De Hamer aan de Rozengracht 6 is een monumentaal pand in de stad Harlingen in de Nederlandse provincie Friesland. Boven de toegangsdeur in het midden bevinden zich drie grote rechthoekige luiken. Op het middelste luik is met witte letters DE HAMER aangebracht. De vermoedelijke herkomst van de naam 'De Hamer' is de vorm van het gebouw, die doet denken aan de kop van een voorhamer.

## Geschiedenis
Het pakhuis ligt recht tegenover de Kleine Sluis van Harlingen. Het pakhuis met zadeldak tussen puntgevels dateert uit de 18e eeuw.
In de loop van de 20e eeuw verloor het pand zijn oorspronkelijke bestemming als pakhuis. De laatste die het gebouw als pakhuis gebruikte was een graanhandelaar. In 1975 werd het pand door brand verwoest. Het stond leeg maar was in het bezit van de stichting Zeezeilers. Het pand werd weer opgeknapt. In 1985 werd het pand gekocht door de Harlinger Rooms-katholieke kerk en beheerd door de Stichting Katholieke Jeugd. Vanaf die tijd bood het pand onderdak aan diverse sociaal-culturele activiteiten, zoals peuterspeelzaalwerk, twee scoutinggroepen, de Harlinger Aquarium- en Vijververeniging, Youth for Christ en de Harlinger Fotoclub 'Doka Kado'. In 1999 werd ook de buitenkant van het gebouw gerestaureerd. Het voormalige pakhuis is sinds 1966 een rijksmonument. Rond 2008 is het pand verkocht aan een particulier. Deze verhuurt het pand nog steeds aan enkele verenigingen. Het beheer wordt geregeld door een gebruikersraad.

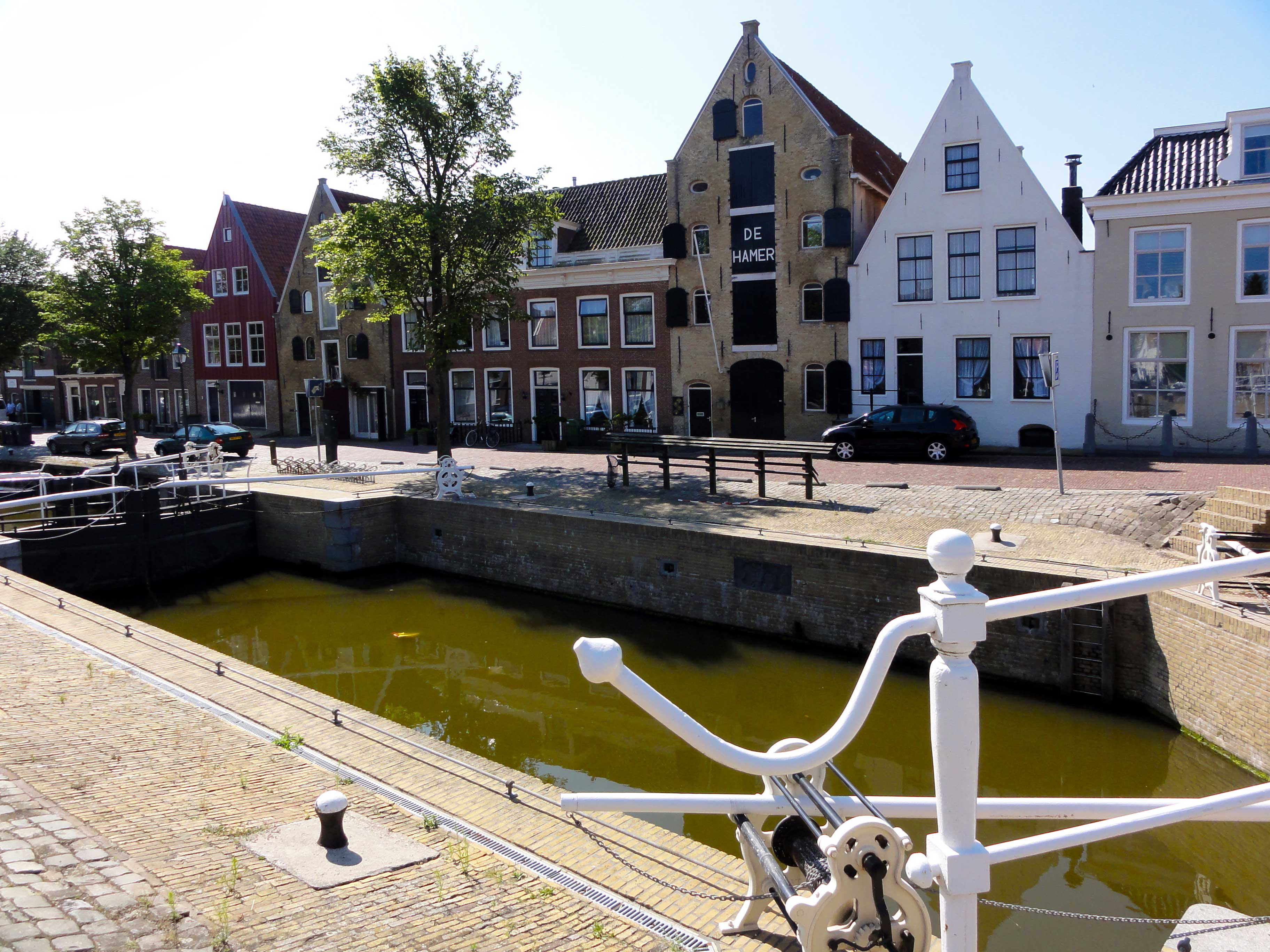
De Rozengracht, de Kleine Sluis en De Hamer

### Huidige gebruikers
De huidige gebruikers zijn:
- Kunstenaarssociëteit ZILT vanaf 2010
- de Harlinger Aquarium- en Vijververeniging, vanaf circa 2005
- Youth for Christ afdeling Harlingen, vanaf circa 2000

### Voormalige gebruikers
- Peuterspeelwerk (data onbekend)
- Scouting St. Michiel en Lioba, 1987-2015
- Scouting Caspar di Robles, 1987-2000
- Toneelvereniging Contact, circa 1998-2005